# Colportor

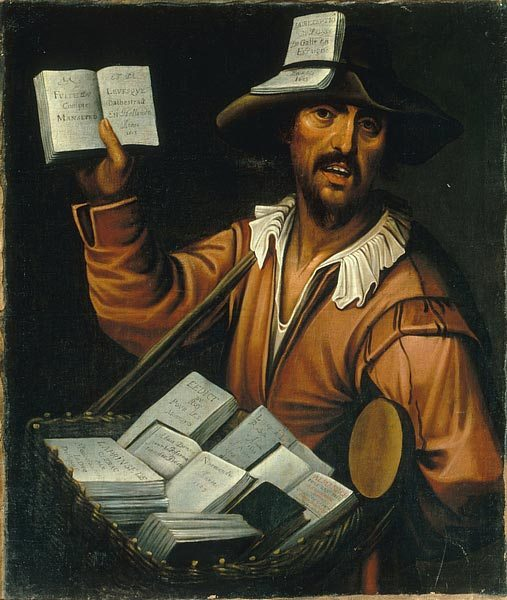
Colporteur, huile sur toile, XVII s. Anonyme (école française), conservé au musée du Louvre à Paris.

Colportor es el nombre que recibe la persona dedicada al colportaje, que es la distribución de publicaciones, libros y folletos religiosos. El término no se refiere necesariamente a la venta ambulante de libros religiosos. 

## Etimología
Del francés "colporteur", donde el término es una alteración de "comporter", "vender", como un juego de palabras con la palabra "col" (latín collum, "cuello"), con el significado resultante de "llevar en el cuello" (también utilizado para designar a alguien que lleva buenas noticias). "Porter" viene del latín "portare", "llevar". El término fue utilizado por primera vez por los vendedores de Biblias que trabajaban para la Sociedad Bíblica Británica y Extranjera (SBBE) en el sur de Francia, en los Pirineos.

## Historia
Los primeros en utilizar la palabra fueron los miembros del movimiento Valdense en la edad media (siglo XII), quienes tenían por costumbre llevar los escritos sagrados debajo de sus ropas, en bolsas que pendían del cuello. El colportaje se hizo común en Europa con la distribución de tratados y libros religiosos contestatarios durante las controversias religiosas de la Reforma protestante. Además de las obras controvertidas, los colportores itinerantes también difundían ampliamente ediciones baratas de las obras populares de la época a una población rural cada vez más alfabetizada que tenía poco acceso a las librerías de las ciudades.
La Sociedad Americana de Tratados, una organización evangélica establecida en 1825 para distribuir literatura cristiana, informó en su 24º informe anual de 1849 que "los colportores incluían a 106 estudiantes de 23 colegios o seminarios diferentes para sus vacaciones ... los colportores han visitado a 341.071 familias... y han vendido 377.258 libros".
En su libro "Cristo en el campamento: o, religión en el ejército confederado" (1887), el Dr. John William Jones se refiere a los capellanes que llevaban biblias y folletos durante la Guerra Civil estadounidense como colportores. Además de la predicación pública, la distribución de literatura era una parte importante del trabajo del Ejército Confederado de Virginia del Norte. La Sociedad Bíblica Americana y la Sociedad Americana de Tratados se encontraban entre las mayores organizaciones involucradas en el colportaje en los Estados Unidos.
D. L. Moody fundó la "Asociación de Colportaje del Instituto Bíblico" en 1894 para distribuir folletos y libros. Hoy en día se conoce como Editorial Moody, y sigue publicando material religioso cuyos beneficios se destinan al Instituto Bíblico Moody
La Iglesia Adventista del Séptimo Día llama a sus distribuidores de libros "evangelistas de la literatura", pero hasta alrededor de 1980, el término colportor se utilizaba para describir a los evangelistas de la literatura adventista.
Los testigos de Jehová que participaban en el ministerio a tiempo completo se llamaban colportores hasta 1931. Hoy en día, a los que participan en el ministerio a tiempo completo se les llama "precursores".

## Asociación de Colportaje del Instituto Bíblico
D. L. Moody fundó la Asociación del Instituto Bíblico en 1894 para proporcionar una fuente de literatura cristiana barata. El yerno de Moody, A. P. Fitt, dirigió las operaciones del instituto. La publicación fue contratada al cuñado de Moody, Fleming Revell, y a su nueva compañía editorial. En 1895 la Biblioteca de Colportaje comenzó a publicar a intervalos regulares libros que cumplían con cinco criterios específicos 1. Un estilo popular legible; 2. Autores conocidos o libros de reputación existente; 3. Obras estrictamente evangélicas y no confesionales; 4. Buena mano de obra, y; 5. Bajo precio.
El volumen 1, número 1, del libro "Todo de la Gracia", por C. H. Spurgeon, publicado el 15 de marzo de 1895 y vendido a diez centavos directamente de un colportor. El precio de la suscripción a la biblioteca era de "2,25 dólares al año, con franqueo postal; números sueltos a 15 centavos cada uno, con franqueo postal"
En 1906, el Instituto informó que "el volumen de negocios realizado fue de 76.855,33 dólares, frente a los 49.484,23 dólares de 1905. La venta de libros de la Biblioteca de Colportaje fue de 192.308 ejemplares frente a los 192.490 de 1905. La vitalidad de esta serie queda demostrada por la constante demanda, incluso de los números más antiguos, con un total de 196.509 reimpresiones en 1906. En 1906 se publicaron 236.877 ejemplares del Evangelio de Juan acentuado. El negocio de venta por correo al por menor ascendió a 10.839,50 dólares, frente a los 8.221,11 dólares de 1905. 100 colportores (aproximadamente) trabajando a la vez. Quince empleados fijos en la sede de la Asociación en Chicago. Veintidós depósitos de suministros para los colportores de la Asociación en los Estados Unidos y en otros lugares".
El 1 de enero de 1917 se habían publicado 126 títulos, con un total de 6.718.313 ejemplares impresos. Las ediciones en idiomas extranjeros incluían publicaciones en alemán, danés-noruego, sueco, español, italiano y bohemio, con solicitudes de traducción al polaco, holandés, francés y otros idiomas.
En 1941, después de haber vendido más de 12 millones de libros de esta serie, la Asociación del Instituto Bíblico se convirtió en la Editorial Moody.